# John G. Lorber

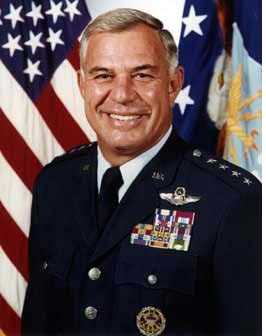
John G. Lorber

John George Lorber (* 25. Dezember 1941 in Waverly, Bremer County, Iowa; † 7. März 2021 in Colorado Springs, El Paso County, Colorado) war ein General der United States Air Force. Er war unter anderem Kommandeur der Pacific Air Forces.
Im Jahr 1964 absolvierte er die United States Air Force Academy in Colorado Springs. Nach seiner Graduation wurde er als Leutnant in das Offizierskorps der Air Force aufgenommen. In der Folge durchlief er alle Offiziersränge vom Leutnant bis zum Vier-Sterne-General.
Im Lauf seiner militärischen Karriere absolvierte er verschiedene Kurse und Schulungen. Dazu gehörten unter anderem eine Ausbildung zum Kampfpiloten und weitere Fortbildungskurse als Pilot von neuen Flugzeugtypen, die Squadron Officer School auf der Maxwell Air Force Base (Maxwell AFB) in Alabama, das Air Command and Staff College und das Air War College beide ebenfalls auf der Maxwell AFB. Außerdem erhielt er einen akademischen Grad von der Troy University.
In seinen frühen Jahren als Offizier der Luftwaffe war er an verschiedenen Stützpunkten in den Vereinigten Staaten stationiert. Dabei war er als Pilot bzw. als Flugausbilder unterschiedlichen Einheiten tätig. Zwischen November 1969 und Januar 1971 war er auf der Ubon Royal Thai Air Base in Thailand stationiert. Dort gehörte er der 497th Tactical Fighter Squadron an, mit der er unter anderem als Kampfpilot im Vietnamkrieg eingesetzt war.
Im weiteren Verlauf der 1970er Jahre setzte er seine Offizierslaufbahn fort. Zwischen Mai 1971 und Januar 1975 war er in England auf dem Flugplatz RAF Upper Heyford stationiert. Dort war er bei der 77th Fighter Squadron unter anderem als Pilotenausbilder tätig. Danach war er bis Juli 1978 Stabsoffizier an der Air Force Academy in Colorado Springs. Daran schloss sich bis zum November 1979 ein Studium am Air Command and Staff College an. Es folgte eine bis zum April 1980 andauernde erneute Versetzung zur 77th Fighter Squadron in England. Auf der dortigen Upper Heyford Air Base übernahm John Lorber im April 1980 das Kommando über die 79th Fighter Squadron, die der NATO unterstand. Dieses Kommando behielt Lorber bis zum Juli 1982.
Anschließend gehörte er bis zum August 1984 dem Stab der Joint Chiefs of Staff in der Stabsabteilung für die Weiterentwicklung der Streitkräfte und strategische Planungen (deputy director for force development and strategic plans) an. Daran schloss sich bis zum Juni 1985 sein Studium am Air War College an. Es folgten drei Versetzungen in den Fernen Osten. Zunächst war er zwischen Juli 1985 und Juli 1986 stellvertretender Kommandeur des 8. taktischen Kampfgeschwaders (8th Tactical Fighter Wing). Diese Einheit war auf der Kunsan Air Base in Südkorea angesiedelt. Danach war er zwischen August 1986 und Juni 1987 Leiter der Stabsabteilung für Operationen bei der 5. Luftflotte auf der Yokota Air Base in Japan. Es folgte eine Versetzung zur Misawa Air Base, ebenfalls in Japan, wo John Lorber zwischen Juni 1987 und Juli 1989 das 432. Geschwader (432nd Wing) kommandierte.
Zwischen Juli 1989 und Juli 1992 war er auf der Hickham Air Force Base in Hawaii stationiert. Dort leitete er bei den Pacific Air Forces deren Stabsabteilung für Planungen. Danach wurde er zum Hauptquartier der Air Force nach Washington, D.C. versetzt, wo er bis Juli 1993 in dessen Stabsabteilung für Planungen tätig war.
Im Juli 1993 wurde Lorber zur Ramstein Air Base in Deutschland versetzt. Dort war er bis Oktober 1994 stellvertretender Kommandeur der United States Air Forces in Europe. Gleichzeitig war er auch stellvertretender Kommandeur des der NATO unterstehenden Allied Air Commands. Am 12. Oktober 1994 übernahm er auf der Hickham Air Force Base in Hawaii als Nachfolger von Robert L. Rutherford das Kommando über die Pacific Air Forces. Dieses Amt bekleidete er bis zum 7. Juli 1997 als Richard B. Myers seine Nachfolge antrat. Anschließend schied er aus dem aktiven Militärdienst aus. Als aktiver Pilot brachte er es auf über 5000 Flugstunden auf verschiedenen Flugzeugtypen.
Nach seiner Pensionierung arbeitete John Lorber für einige Jahre bei der Firma Boeing. Er starb am 7. März 2021 und wurde auf dem Friedhof der United States Air Force Academy beigesetzt.

## Daten der Beförderungen
| Abzeichen | Rang               | Jahr             |
| --------- | ------------------ | ---------------- |
|           | Second Lieutenant  | 3. Juni 1964     |
|           | First Lieutenant   | 3. Dezember 1965 |
|           | Captain            | 3. Dezember 1967 |
|           | Major              | 1. Oktober 1975  |
|           | Lieutenant Colonel | 1. April 1980    |
|           | Colonel            | 1. Dezember 1983 |
|           | Brigadier General  | 1. Oktober 1989  |
|           | Major General      | 1. Juli 1992     |
|           | Lieutenant General | 21. Juli 1993    |
|           | General            | 12. Oktober 1994 |

## Orden und Auszeichnungen
John Lorber erhielt im Lauf seiner militärischen Laufbahn unter anderem folgende Auszeichnungen:
- Air Force Distinguished Service Medal
- Legion of Merit
- Distinguished Flying Cross
- Air Medal
- Defense Meritorious Service Medal
- Meritorious Service Medal
- Air Force Commendation Medal